# Janusz Paczocha
Janusz Jacek Paczocha (ur. 15 czerwca 1956 w Koszęcinie) – polski samorządowiec, inżynier i urzędnik państwowy, prezydent Bytomia w latach 1990–1994, od 1998 do 1999 prezes Głównego Urzędu Ceł.

## Życiorys
Ukończył studia na Wydziale Górniczym Politechniki Śląskiej. Do 1990 pracował jako inżynier górniczy w jednostce badawczo-rozwojowej. W latach 80. działał w NZS i „Solidarności” (m.in. stał na czele komisji zakładowej związku). Po przemianach politycznych w 1989 kandydował na przewodniczącego związku w Regionie Śląsko-Dąbrowskim, przegrywając po szeregu głosowań z Alojzym Pietrzykiem.
W 1990 po raz pierwszy został radnym Bytomia, mandat sprawował przez pięć kadencji, utracił go w wyniku wyborów w 2010. Również w 1990 objął urząd prezydenta miasta, pierwszego po reaktywacji samorządu terytorialnego w III RP. Stanowisko to zajmował przez cztery lata do końca I kadencji.
W latach 90. był związany z Unią Wolności, kandydował z jej listy do Sejmu w wyborach w 1997. Od 1998 do 1999 był prezesem Głównego Urzędu Ceł w okresie rządu Jerzego Buzka, następnie pełnił funkcję doradcy wicepremierów. Później przeszedł do pracy w Narodowym Banku Polskim.
Został liderem lokalnego ugrupowania politycznego Porozumienie dla Bytomia. Po wprowadzeniu wyborów bezpośrednich trzykrotnie bezskutecznie kandydował na tę funkcję. W 2002 i 2006 przechodził do drugiej tury; za drugim razem zrezygnował z uczestnictwa w ponownym głosowaniu, co skutkowało koniecznością przesunięcia drugiej tury o dwa tygodnie.

## Odznaczenia
W 2021 odznaczony Krzyżem Oficerskim Orderu Odrodzenia Polski oraz Krzyżem Wolności i Solidarności.